# Eva Akerboom
Eva Suzanne Akerboom (Lisse, 12 maart 1992) is een Nederlands voormalig politica namens de Partij voor de Dieren (PvdD).

## Biografie
Akerboom doorliep het gymnasium aan het Fioretti College en studeerde politicologie aan de Vrije Universiteit Amsterdam. Ze raakte in 2010 betrokken bij de Partij voor de Dieren als vrijwilliger voor de toenmalige Tweede Kamerverkiezingen. Van 2013 tot 2016 was Akerboom landelijk voorzitter van de jongerenorganisatie van de PvdD: PINK!. Zij was communicatiemedewerker bij het partijbureau en sinds 2015 fractiemedewerker/ duo-raadslid bij de gemeenteraad van Amsterdam, met onder andere dierenwelzijn en de energietransitie in de gebouwde omgeving in haar portefeuille.
Bij de Tweede Kamerverkiezingen van 15 maart 2017 stond Akerboom op de twaalfde plaats van de kandidatenlijst van de PvdD, wat niet voldoende was om direct gekozen te worden. Van 16 oktober 2018 tot 4 februari 2019 was zij lid van de Tweede Kamer in een tijdelijke vacature vanwege het zwangerschapsverlof van Femke Merel van Kooten-Arissen. Gedurende haar lidmaatschap van de Tweede Kamer was zij het jongste zittende Tweede Kamerlid.
Bij de Tweede Kamerverkiezingen van 17 maart 2021 stond Akerboom op de zevende plaats van de kandidatenlijst van de PvdD, wat niet voldoende was om direct gekozen te worden. Akerboom bleef hierna werkzaam op de communicatieafdeling van de Tweede Kamerfractie. Van 13 oktober 2022 tot 1 februari 2023 was zij tijdelijk Kamerlid, ditmaal wegens ziekteverlof van partijleider Esther Ouwehand. Van 10 mei 2023 tot 28 augustus 2023 was zij tijdelijk Kamerlid, ditmaal wegens ziekteverlof van Leonie Vestering. Akerboom werd op 27 september 2023 geïnstalleerd in de vacature ontstaan door het aftreden van Vestering op 26 september 2023. Op 5 december 2023 nam zij afscheid als Tweede Kamerlid.